# Haploops robusta
Haploops robusta är en kräftdjursart. Haploops robusta ingår i släktet Haploops och familjen Ampeliscidae. Inga underarter finns listade i Catalogue of Life.